# モンマス城
モンマス城（モンマスじょう、英: Monmouth Castle）は、ウェールズ南東モンマスシャーの首府モンマスの町にある城。これは第1級文化財指定建造物かつ指定記念物である。
モンマス城は町の中心近くに建ち、商店、広場、街路の奥、モノウ川を見下ろす丘の上にある。かつては重要な国境警備の城であり、ヘンリー5世生誕の地となり、イングランド内戦の時には3度持ち主が変わったが、内戦後は二度と軍事利用できないよう破却された。1647年に一部が壊されたものの、建物は再利用され、グレート・カッスル・ハウスが建てられた。これは現在、モンマスシャー王立工兵連隊の本部および連隊博物館となっている。

## 初期
ノルマン・コンクエストの直後、ウィリアム1世はその最も信頼する相談相手だったヒュー・ダブランシュ、ロジャー・ド・モンゴメリー、ウイリアム・フィッツオズベルンを各々チェスター伯爵、シュルーズベリー、ヘレフォードに伯爵として封じた。これらの伯爵領は、国境を守り、ノルマン人のウェールズ侵略に対抗する基盤となった。その後4世紀にわたり、ノルマン人の君主たちはディー川とセヴァーン川の間およびそれ以西に、概して狭い領地しか得られなかった。ノルマンディーやその他の地域からウェールズに侵略してきて、要塞を造り味方に土地を安堵する軍隊もあった。
ウイリアム・フィッツオズベルンは1066年-1069年の間にモンマス城を建てた。これは彼のもう一つの主城であるチェプストウ城と対を成すものであり、モノウ川とワイ川の合流点を見下ろす、比較的高い場所が選ばれた。当初は土と木材を使った円形濠の要塞であり、ドゥームズデイ・ブックにも記載されている。元々モンマス城は、ウェールズ・イングランド間の非常に典型的な国境城砦であり、国境領主 (Marcher Lord (en)) によって治められた。それは隣のグロスモント城、スケンフリス城、ホワイト城、アバーガベニー城も同様だった。木造の城は、1150年以前に石造り部分を加えられた。モンマス城の塔は、フィッツオズベルンがはるか南のワイ川河口に建てたもう一つの要塞であるチェプストウ城と似たところがあった。

## 拡張とその後の利用
モンマス城はシモン・ド・モンフォールが短期間所有したのち、1267年にランカスター伯爵でありヘンリー3世の息子のエドマンド・クラウチバックの手に渡った。彼は城を改修し、ホールを建て、その地域における主な居城とした。城はヘンリー・オブ・グロスモントによっても改修された。この時期、グレート・タワーの壁面上部に大きな装飾窓がしつらえられ、新しい屋根もつけられた。城の周囲で町が発展するにつれ、市壁 (town wall) および13世紀末建造の防塞化されたモノウ橋によって、城の防備はさらに強化された。
エドワード2世は短期間ここで幽閉されたことがあり、その後バークレー城に移送され、そこで没した。ヘンリー4世は好んでこの城で過ごした。1387年、ヘンリー4世の最初の妻であるメアリー・ド・ブーンが、ここで後のヘンリー5世を生んでいる。
10年にわたるオーウェン・グリンデュアの反乱における騒乱と衝突は、モンマス城に直接の影響を及ぼさなかった。というのも、モンマス城はこの地域における要塞であり、つまるところのゲリラ兵たちにとって、他所をターゲットにした方が手っ取り早かったのだ。しかしこの地域の他の町、集落、城は、直接攻撃を受けている。例えばグロスモントやアバーガベニーは壊滅し、クリックホーウェルやニューポート城も攻略されている。

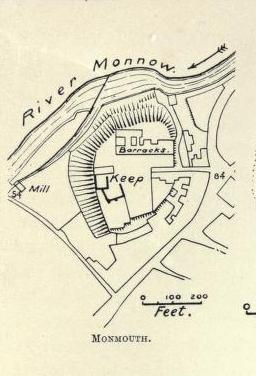
1904年時点での城の見取り図

何世紀か過ぎ、防塞としての役割が縮小するにつれ、城の外壁の周囲はますます交易の場として使われるようになった。これが現在のアジンコート・スクエアにあたる。16世紀の間、モンマスは新しく定められたモンマスシャーの首府 (county town) となり、カウンティの巡回裁判所が城のグレート・ホールで開かれるようになった。

## イングランド内戦
イングランド内戦の動乱の間、モンマス城は持ち主が三回変わり、1645年に議会派の手に落ちた。オリバー・クロムウェルは1646年にこの城を訪れ、軍事的に再利用できないよう破却を命じた。円塔は1647年3月30日に取り壊しが行なわれ、崩れ落ちた。
グレート・カッスル・ハウスは、円塔が元あった場所に初代ボーフォート公爵ヘンリー・サマセットが1673年に建てたものである。これは第1級文化財指定建造物であり、「内と外に燦然とした威厳を示す建物」と評されている。後にこれは巡回裁判所として使われた。（裁判所の機能は1725年にシャイア・ホールに移転。）

## 現在
グレート・タワーやホールを含めた城、壁は断片的にしかもう残っておらず、跡地にはカッスル・ハウスとグレート・ハウスが建てられている。1875年に民兵部隊のモンマスシャー王立工兵連隊（現在は国防義勇軍連隊）がここを本部とし、現在もそうなっている。ここは軍隊が常駐する数少ないイギリスの城の一つである。
モンマスシャー王立工兵連隊博物館は、グレート・カッスル・ハウスに付随する建物にある。ここには、1539年から現在までの連隊の歴史に関する展示品がある。

## ギャラリー

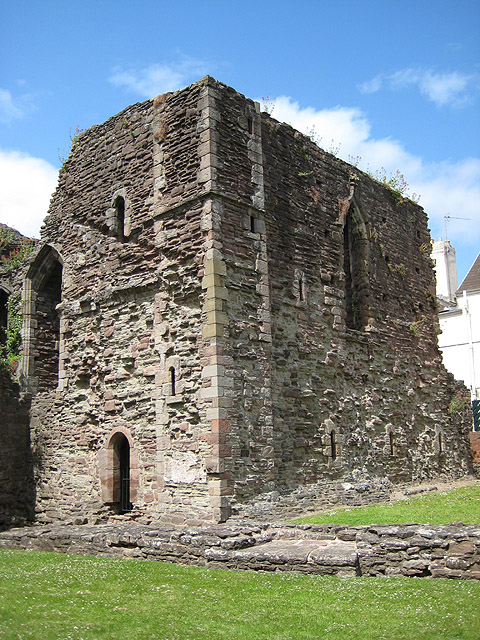
グレート・タワー址
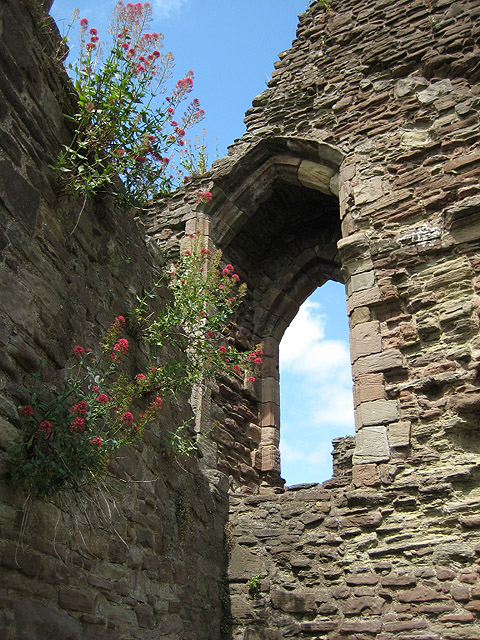
グレート・タワー址の中世の窓
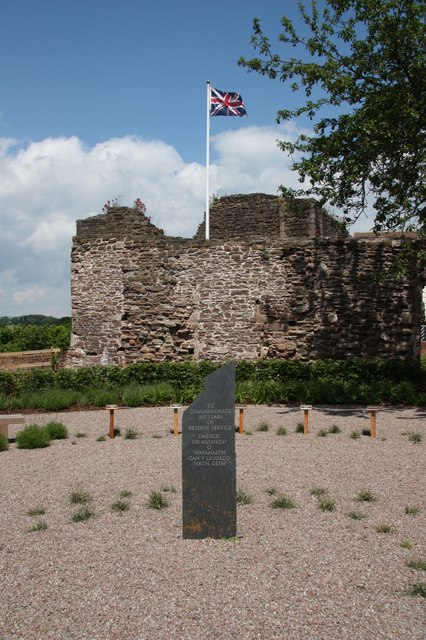
保存事業記念庭園
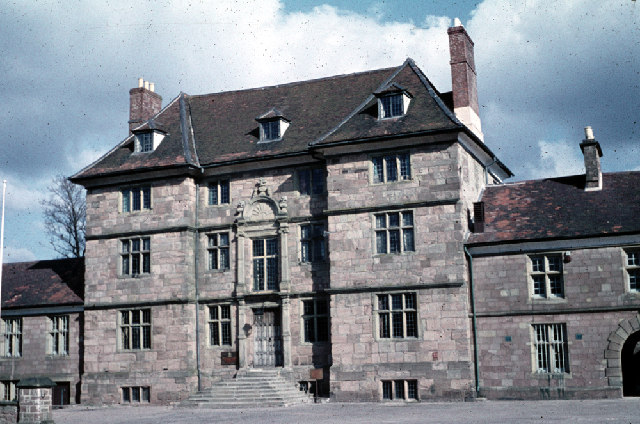
グレート・カッスル・ハウス（1959年）